# Afuera
«Afuera» (en inglés: Outside) es una canción de Caifanes, incluida en el álbum El nervio del volcán como primer sencillo y como el track N.º 1.
Esta canción le otorgó al grupo popularidad y fama en toda Latinoamérica y Estados Unidos; tal fue el impacto del disco El nervio del volcán, así como del sencillo «Afuera» que fueron invitados a realizar un MTV Unplugged, convirtiéndose así, en el primer grupo de rock mexicano en lograr tal invitación.
Tras el éxito de «Afuera» y de El Nervio del Volcán, Caifanes consiguió ser el grupo de rock que abriría una serie de conciertos de The Rolling Stones en la Ciudad de México; asimismo, participaron en el festival WOMAD organizado por el músico Peter Gabriel, e inclusive llegaron a ser invitados al festival Woodstock.
«Afuera» fue uno de los últimos grandes éxitos que tuvo Caifanes, junto con los otros dos sencillos del disco «Aquí no es así» y «Ayer me dijo un ave». El grupo se separaría definitivamente poco después, en marzo de 1996.

## Video
El vídeo de la canción, dirigido por Carlos Marcovich, pone a Caifanes con diferentes metáforas visuales, intentando explicar el significado de la frase "Afuera tú no existes, sólo adentro". Justo después del segundo coro, la canción se torna a un segmento instrumental, en el cual Alejandro Marcovich (casualmente hermano del director del video) se destaca mediante un arreglo de guitarra eléctrica marcadamente latinoamericano compuesto por él. El video fue filmado en blanco y negro. Después de esto se termina el video con el coro principal.

## Estructura de la canción
La canción comienza con un riff de Alejandro Marcovich realizado en la escala pentatonica de Mi, agregándose posterioriormente los demás instrumentos (bajo, batería, piano). Después entra la voz de Saúl Hernández. El solo de Alejandro Marcovich resulta bastante especial ya que muestra al guitarrista desarrollando lo que posteriormente sería su estilo tan peculiar e identificable como guitarrista, con tintes de chacarera y melodías de herencia marcadamente latinoamericanas.

## Significado
Se pueden especular muchos significados de la canción.
Como interpreta Ernesto Fuentes Caballero, cuando amas a alguien , que no puede estar a tu lado, que nadie aprueba, que tomo camino diferente, que no deja de existir en ti y para que la distancia y el tiempo no puedan dañar, y que dentro de tu corazón nadie puede entrar y desbaratar ese amor eterno que siempre tendrás para el ser amado
Caminando sigiloso entre la gente , aunque nadie entienda la felicidad que llevas dentro.

Otra probable es la crítica de Saúl Hernández al egotismo de un sistema que nos llena de avaricia; "Afuera tú no existes solo adentro" se puede interpretar como la exclusión de un individuo por su falta de recursos, o su presencia, como si no existiera. 
Saúl Hernández crítica la hipocresía del sistema capitalista: si no tienes dinero, no te recuerdo; si no formas parte de mi círculo social, no existes. "Que el amor es temporal, que todo te puede pasar y de repente, estás muy solo"  se refiere a lo anterior, el individuo gira en torno a sus relaciones, pero al final esas relaciones son por pura conveniencia y se encuentra solo. 
Otra interpretación es la crítica a nuestra contemplación cotidiana de la vida; "Te desbarata el viento sin dudarlo" refiere a que, de un momento a otro, el ser humano puede destrozarse a sí mismo o morir.
Otra posible interpretación es que todo lo que consigues fuera tiene que ir alineado con un trabajo interior, o que lo único realmente existente es nuestro universo interno.
Otra interpretación, puede referirse a nuestras relaciones interpersonales y como nosotros solo cuidamos y nos sacrificamos por los que amamos. Pero por otro lado, convivir con los que están dentro de nuestro corazón es difícil. Los que están fuera de nuestro corazón no existen y los toleramos más fácil.

## Músicos

#### Caifanes
- Saúl Hernández - Voz
- Alejandro Marcovich - Guitarra eléctrica
- Alfonso André - Batería y percusiones

#### Colaboradores
- Federico Fong - Bajo
- Yann Zaragoza - Teclado